# Rascal (videogame)
Rascal é um jogo de plataforma desenvolvido pela Traveller's Tales e publicado pela Psygnosis exclusivamente para o PlayStation. O personagem principal e vários inimigos foram desenhados pela loja de Criaturas de Jim Henson .

## Enredo
Professor Clockwise está em seu laboratório fazendo os ajustes finais para seu dispositivo de viagem no tempo, mas uma sombra grande rasteja por detrás dele. Enquanto isso, seu filho Callum "Rascal" Clockwise está andando por uma rota secreta debaixo da casa para chegar ao laboratório de seu pai quando de repente as luzes se apagam e um alarme soa. Rascal corre para baixo para ver o problema, mas para seu horror dois alienígenas em espaçonaves aparecem e perseguem-no pelo corredor.
Rascal finalmente chega ao laboratório de seu pai atravessando a entrada segura da porta. Ele vê Chronon - o maligno mestre do tempo - torturando seu pai e segurando-o a tiros com uma das invenções de seu pai chamado "Bubble Gun", mas o vilão ativa acidentalmente os controles para a máquina do tempo e ele e o professor são sugados para o portal. A arma da bolha consegue ser liberada do portal e aterra em pés do Rascal, ele a pega, jurando para conservar seu paizinho.
Rascal persegue os dois através do tempo, do Castelo Hackalott, para o Templo Asteca em Chichimeca, para a cidade perdida de Atlantis, para o navio pirata Jolly Raider e Dodgy City, viajando para formas de cada local passado e presente e recolhendo as peças de um Relógio do Tempo de todos antes de lutar com Chronon no futuro de cada área. Depois que Rascal viaja para os Corredores do Tempo - a toca de Chronon dentro do continuum espaço-tempo - onde, depois de derrotar seus guardiões trazidos de cada um dos outros períodos de tempo, ele derrota com sucesso Chronon e resgata seu pai. Depois de escapar usando outro portal de tempo, Rascal e seu pai com segurança voltam para casa, deixando o portal quebrar prendendo Chronon em tempo interdimensional para sempre.

## Gameplay
No jogo, o jogador assume o papel de Rascal armado com a Bubble Gun, em uma missão através de cinco mundos envolvendo um castelo medieval, antigas ruínas astecas, a cidade aquática de Atlantis, um navio pirata e uma cidade ocidental. Cada mundo tem três formas, começando com a forma como ele apareceu no passado antes de voltar a como ele aparece no presente (por exemplo, o Castelo Hackalott sendo um castelo medieval no passado, onde nos dias de hoje, tornou-se um museu); O jogador só precisa completar o nível anterior para ter acesso ao próximo mundo. Em cada nível passado e presente, o jogador tem que encontrar os seis pedaços do Relógio de Tempo para acessar a Bolha do Tempo no final e ser capaz de acessar a próxima forma desse mundo. Cada mundo conclui com uma luta de chefe contra Chronon no que esse mundo pode parecer no futuro e derrotá-lo em todos os cinco ganha acesso ao mundo final. A arma da bolha tem munição limitada e as bolhas que dispara depende de quanto a munição é deixada.

## Recepção
O jogo foi muito mal recebido por críticos e jogadores. As críticas principais niveladas no jogo eram uma câmera incansavelmente problemática, e controles frouxos, forçando o jogador a prever onde iria cair ao saltar fora de um objeto. Jogos de plataforma 3D estavam em voga na época, após o sucesso de Super Mario 64, Crash Bandicoot em 1996 e Croc: Legend of the Gobbos do ano anterior. Rascal foi percebido por muitos como uma tentativa de meio-coração para saltar sobre essa bandwagon, mas não conseguiu executar tão bem como esperado, embora tenha sido elogiado por seus gráficos.